# Arctostaphylos hookeri
Arctostaphylos hookeri là một loài thực vật có hoa trong họ Thạch nam. Loài này được G.Don mô tả khoa học đầu tiên năm 1834.